# الأيوان (العدين)

تعديل مصدري - تعديل

الأيوان هي إحدى قرى عزلة السارة بمديرية العدين التابعة لمحافظة إب، بلغ تعداد سكانها 442 نسمة حسب تعداد اليمن لعام 2004.